# Stephanie Nesbitt
Stephanie Nesbitt (* 10. August 1985 in Toronto, Kanada) ist eine ehemalige US-amerikanische Synchronschwimmerin.

## Erfolge
Stephanie Nesbitt gewann mit der US-amerikanischen Synchronmannschaft bei den Panamerikanischen Spielen 2003 in Santo Domingo mit Gold ihre erste internationale Medaille. Sie verwiesen dabei Kanada auf Rang zwei und Brasilien auf Rang drei. Im selben Jahr gelangen Nesbitt mit der US-Mannschaft zwei weitere Medaillengewinne bei den Weltmeisterschaften in Barcelona. Im Mannschaftswettbewerb sicherten sich die US-Amerikanerinnen Bronze und in der Kombination Silber.
Bei den Olympischen Spielen 2004 in Athen gehörte Nesbitt ebenfalls zum US-amerikanischen Aufgebot in der Mannschaftskonkurrenz und führte die Auswahl als Kapitänin an. Die US-amerikanische Équipe, zu der neben Nesbitt noch Anna Kozlova, Tamara Crow, Erin Dobratz, Rebecca Jasontek, Alison Bartosik, Sara Lowe, Lauren McFall und Kendra Zanotto gehörten, belegte schließlich den Bronzerang. Sie erhielten mit 97,667 Punkten genau einen Punkt weniger als die zweitplatzierten Japanerinnen und zwei Punkte weniger als die siegreichen Russinnen. Ihre letzten internationalen Wettkämpfe bestritt Nesbitt schließlich bei den Weltmeisterschaften 2005 in Montreal, wo ihr jedoch keine Medaillengewinne mehr gelangen.